# Monte Carlo Masters 2001 - Qualificazioni doppio
Le qualificazioni del doppio  del Monte Carlo Masters 2001 sono state un torneo di tennis preliminare per accedere alla fase finale della manifestazione. I vincitori dell'ultimo turno sono entrati di diritto nel tabellone principale. In caso di ritiro di uno o più giocatori aventi diritto a questi sono subentrati i lucky loser, ossia i giocatori che hanno perso nell'ultimo turno ma che avevano una classifica più alta rispetto agli altri partecipanti che avevano comunque perso nel turno finale.
Le qualificazioni del doppio del torneo Monte Carlo Masters 2001 prevedevano 8 coppie partecipanti di cui 2 sono entrate nel tabellone principale.

## Teste di serie
1. Mariano Hood /  Sebastián Prieto (ultimo turno)
2. Álex López Morón /  Alberto Martín (Qualificati)

1. Aleksandar Kitinov /  Robbie Koenig (Qualificati)
2. Sander Groen /  Jan Siemerink (ultimo turno)

## Tabellone

### Legenda
| - Q = Qualificato - WC = Wild card - LL = Lucky loser | - ALT = Alternate - SE = Special Exempt - PR = Protected Ranking | - w/o = Walkover - r = Ritirato - d = Squalificato |

### Sezione 1
|  | Primo turno | Primo turno                      | Primo turno                   | Primo turno | Primo turno |  |  | Ultimo turno | Ultimo turno                     | Ultimo turno | Ultimo turno | Ultimo turno |  |
|  |             |                                  |                               |             |             |  |  |              |                                  |              |              |              |  |
|  | 1           | Mariano Hood Sebastián Prieto    | Mariano Hood Sebastián Prieto | 6           | 7           |  |  |              |                                  |              |              |              |  |
|  |             | Devin Bowen Harel Levy           | Devin Bowen Harel Levy        | 3           | 6           |  |  | 1            | Mariano Hood Sebastián Prieto    | 2            | 6            | 3            |  |
|  | 3           | Aleksandar Kitinov Robbie Koenig | 6                             | 65          | 6           |  |  | 3            | Aleksandar Kitinov Robbie Koenig | 6            | 3            | 6            |  |
|  |             | Thomas Enqvist Thomas Johansson  | 4                             | 7           | 2           |  |  |              |                                  |              |              |              |  |

### Sezione 2
|  | Primo turno | Primo turno                        | Primo turno | Primo turno | Primo turno |  |  | Ultimo turno | Ultimo turno                    | Ultimo turno | Ultimo turno | Ultimo turno |  |
|  |             |                                    |             |             |             |  |  |              |                                 |              |              |              |  |
|  | 2           | Álex López Morón Alberto Martín    | 6           | 4           | 6           |  |  |              |                                 |              |              |              |  |
|  |             | Ivan Ljubičić Rainer Schüttler     | 3           | 6           | 3           |  |  | 2            | Álex López Morón Alberto Martín | 6            | 3            | 6            |  |
|  | 4           | Sander Groen Jan Siemerink         | 7           | 3           | 7           |  |  | 4            | Sander Groen Jan Siemerink      | 2            | 6            | 2            |  |
|  |             | Christophe Bosio Emmanuel Heussner | 68          | 6           | 6(1)        |  |  |              |                                 |              |              |              |  |